# Polizeiruf 110: Ein todsicherer Plan
Ein todsicherer Plan ist ein deutscher Kriminalfilm von Jorgo Papavassiliou aus dem Jahr 2011. Es ist die 318. Folge innerhalb der Filmreihe Polizeiruf 110 und der 46. Fall für Schmücke und Schneider. Für die Oberkommissarin Nora Lindner (Isabell Gerschke) ist es der vierte Fall, in dem sie ermittelt.

## Handlung
Die Kommissare Schmücke und Schneider bekommen es diesmal mit einer Lösegeldforderung zu tun. Es werden eine Million Euro angefordert und es dürfe keine Polizei ins Spiel geraten, sonst werde die 18-jährige Lissi Moltke umgebracht. Die beiden Entführer benutzen Lissis Handy zur Kontaktaufnahme mit ihrem Stiefvater, dem Rechtsanwalt Thomas Pfahl, schalten es aber stets wieder aus, um eine Ortung unmöglich zu machen. Entgegen der Anweisung informiert Lissis Mutter  die Polizei, was die Entführer seltsamerweise sofort erfahren und daraufhin die Lösegeldforderung verdoppeln. Patrizia Moltke ist eine wohlhabende Unternehmerin und von Lissis biologischem Vater geschieden. Rechtsanwalt Thomas Pfahl redet ihr ein, dass man der Polizei nicht trauen könne, und will, dass sie die Lösegeldübergabe allein übernehmen sollten. Sie täuschen den Ermittlern die normale Geldübergabe vor und verabreden hinter dem Rücken der Polizei eine heimliche Zahlung des Lösegeldes.
Eine erste Spur zu den Entführern erhalten die Ermittler inzwischen von einem aufmerksamen Bürger, dem ein blauer Lieferwagen aufgefallen war. Durch die Befragung von Lissis Freundin, Natascha von Endert, erfährt Kommissar Schmücke, dass Lissi einen Freund namens Timo Lünemann hat. Während Kommissar Schneider zusammen mit Kommissarin Nora Lindner die Lösegeldübergabe observiert, macht sich Kommissar Schmücke allein auf die Suche nach Timo Lünemann. Als er an der Wohnung ankommt, entdeckt er den blauen Lieferwagen und wird ohne Vorwarnung von einem der Entführer angeschossen. Da er die ganze Zeit mit seinem Kollegen telefonierte, kann Schneider ihm schnell zu Hilfe kommen und den Notarzt informieren. Schmücke ist lebensbedrohlich verletzt und wird in die Klinik gebracht.
Lissi Moltke wird von ihren Entführern in einer Gartenlaube versteckt und mit Kabelbindern gefesselt. Obwohl die Täter nur maskiert auftreten, meint sie ihren Freund Timo zu erkennen. Dabei ahnt sie nicht, dass es sich um René Scheffler, Timos Halbbruder, handelt, der immer mehr mit Maik Canavar, dem zweiten Entführer, in Streit gerät, nachdem ihr todsicherer Plan nicht so glatt verläuft wie vorgesehen. Als Lissi auch noch beinahe die Flucht gelingt und  das Mädchen dabei das Gesicht von René Scheffler zu sehen bekommt, erschießt Maik Canavar seinen Mittäter und flieht mit Lissi. 
Rosamunde Weigand und Nora Lindner recherchieren inzwischen über Timo Lünemann und finden heraus, dass sein Halbbruder im gleichen Haus wohnt und dass auf ihn ein blauer Lieferwagen zugelassen ist. Um eine Spur von René Scheffler zu finden, befragen sie Timo Lünemann, den sie nach längerer Suche ausfindig machen können. Auf dem Foto, das die Entführer als Lebenszeichen von Lissi gemacht haben, erkennt Timo die Tapete ihrer alten Gartenlaube. Als Schneider und Lindner dort eintreffen, finden sie nur noch die Leiche von René Scheffler. Timo weiß, dass sein Bruder engeren Kontakt mit dem kriminellen Maik Canavar hatte, der daraufhin zur Fahndung ausgeschrieben wird.
Schneider ist davon überzeugt, dass es noch einen dritten Mann gibt, der die Täter davon informiert haben muss, dass entgegen der Anweisung doch die Polizei eingeschaltet wurde, und der das Lösegeld haben muss, da der Zeitplan von Lösegeldübergabe und den Schüssen auf Schmücke nicht zusammen passt. Schneider verdächtigt zunächst Lissis Vater, da er herausfindet, dass Maik Canavar vor kurzem ein Praktikum in dessen Firma gemacht hatte. Als dieser jedoch erklärt, dass ihm die Praktikanten stets von Thomas Pfahl empfohlen werden, da er sie immer vor Gericht vertreten hatte und ihnen bei der Rehabilitierung hilft, und dass Pfahl den dritten Geldkoffer zum Übergabeort bringen sollte, ist den Ermittlern alles klar. Sie suchen Pfahl in seiner Kanzlei auf und treffen dort überraschend auf Maik Canavar, der sich von Pfahl das Geld holen will. Sie überwältigen ihn mit Hilfe des SEK und können Lissi leicht verletzt befreien.
Pfahl hatte Mandantengelder unterschlagen, was ihm über den Kopf gewachsen war. Kommissar Schmücke erwacht am Ende aus dem Koma, was seine Kollegen sehr erleichtert.

## Hintergrund
Ein todsicherer Plan wurde von der Saxonia Media Filmproduktion im Auftrag des MDR produziert und am 17. April 2011 im Ersten zur Hauptsendezeit erstmals ausgestrahlt.

## Rezeption

### Kritik
Rainer Tittelbach von tittelbach.tv findet, Ein todsicherer Plan sei der beste MDR-‚Polizeiruf‘ seit Jahren, und schreibt zu diesem temporeichen Film: „Nervenkitzel ist nicht das Markenzeichen der Hallenser Kommissare. Vielleicht wird deshalb in diesem Kidnapping-Krimi Kommissar Schmücke zur Halbzeit aus der Schusslinie genommen. Es ist mächtig was los – vor allem emotional. Schmücke auf der Intensivstation, Michelle Barthel mal wieder als Entführungsopfer mit großen ängstlichen Augen. Die Dramaturgie mit der offenen Führung der Täter stimmt, das Tempo ist gut, die Inszenierung präzise, und der moderne Look mit den für den MDR ungewohnten Bildausschnitten veredelt das Ganze.“
TV Spielfilm zeigte den Daumen nach oben und lobten das Werk um die halleschen Ermittler: „Da schau her: Es geht rund an der Saale!“.